# Ciclism rutier

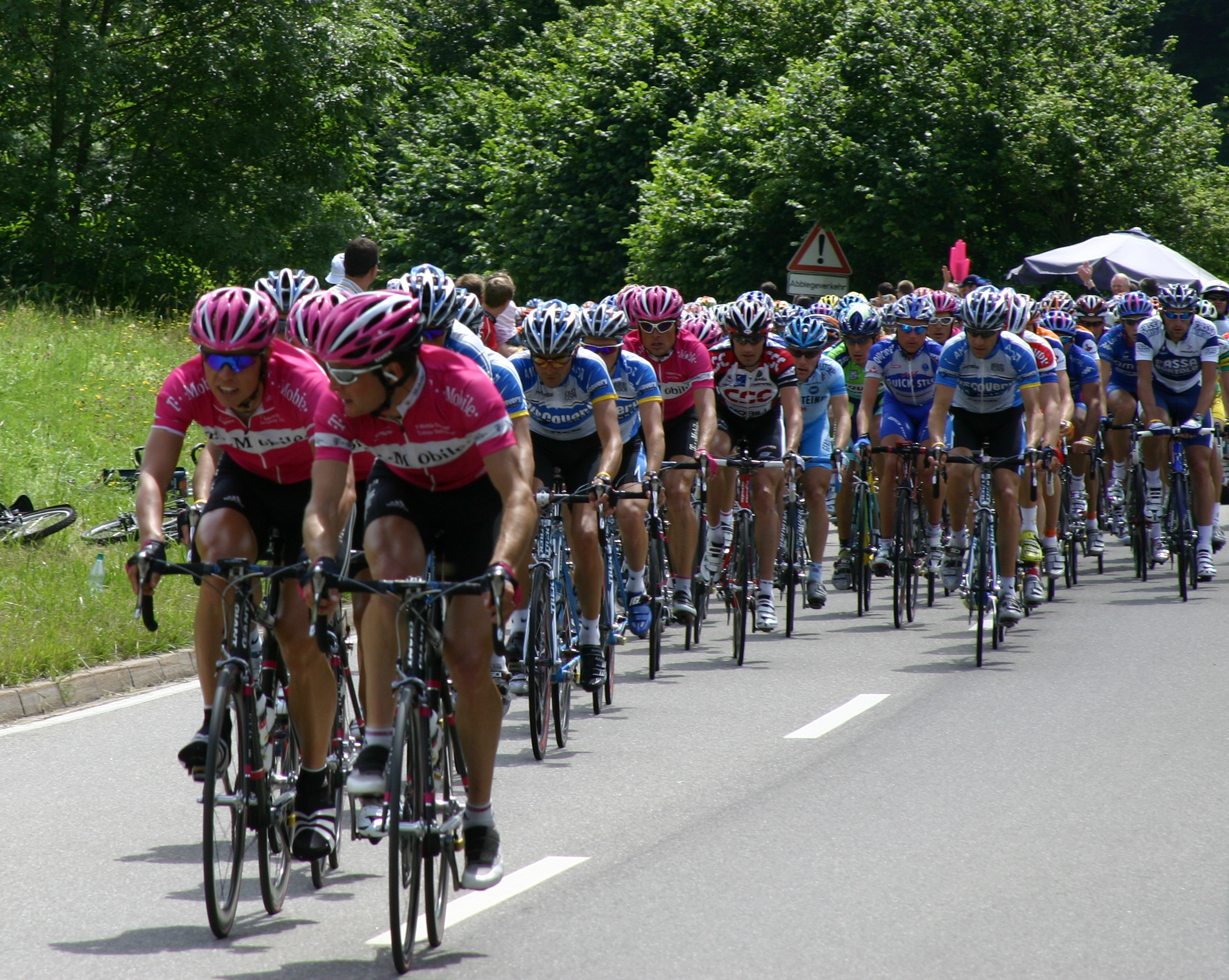
Ciclism rutier

Ciclism rutier (franc. Cyclisme sur route) sunt competiții sportive de ciclism care au loc pe anumite trasee bine stabilite, punctul de pornire sau de sosire fiind de regulă două localități. Concursul are loc pe șosea și separat la masculin și feminin, la competiție spre deosebire de ciclismul pe velodrom, aici pornesc de la start un număr mare de cicliști.
Principalele competiții din cadrul ciclismului rutier sunt:
- Turul Franței
- Turul Italiei
- Turul Spaniei